# Nilobezzia nigricans
Nilobezzia nigricans är en tvåvingeart som först beskrevs av Jean-Jacques Kieffer 1910.  Nilobezzia nigricans ingår i släktet Nilobezzia och familjen svidknott. Inga underarter finns listade i Catalogue of Life.